# Franjevački samostan i crkva u Samoboru
Za Franjevački samostan i crkvu u Samoboru smatra se da je među najstarijim franjevačkim samostanima na širem području Zagrebačke nadbiskupije te se prema inventaru smatra najznačajnijim kulturno-povjesnim spomenikom u Samoboru.

## Povijest

### Samostan i crkva
Najstariji pisani dokaz o prisutnosti franjevaca u Samoboru datiraju još iz 1525. kada papa Klement VII. daje nakanu samoborskom plemiću Jurju Thurryju za podizanje samostana franjevcima koji su došli u ovaj kraj. Thurryjev zet Ivan Ungnad smješta ih stoga u zgradu župnog dvora te su oni neko vrijeme upravljaju i župom u Samoboru. Dvije godine nakon toga Juraj Thurry se preobratio na protestantizam te je protjerao franjevce u mjesto Kotari, gdje im je Petar Erdődy sagradio samostan. U Kotarima su franjevci bili do 1610. kada im je Ana Marija Ungnad, supruga Tome Erdődyja, darovala zemljište s crkvicom Svete Marije u Polju. Godine 1618. počeo se graditi samostan, no zbog toga što je bio sagrađen od drveta izgorio je pa se 1717. godine počinje graditi novi samostan i crkva, koji su bili gotovi 1721. godine, a crkva 1733.  godine. Crkvu je 1736. posvetio zagrebački biskup Juraj Branjug koji je donirao oltare posvećene Svetom Antunu i Svetom Franji. 1738. godine postavljene su orgulje koje je napravio zagrebački majstor Antun Weiner, a Franjo Saibler ih je obnovio 1834.
U sklopu samostana postojala je i pučka kuhinja, a franjevci su se brinuli i za bolesnike tako da je za vrijeme Prvoga svjetskoga rata u samostanu bila i vojna bolnica. Godine 1880. Samobor je pogodio potres tako da je samostan bio djelomično uništen te je obnovom i nadogradnjom samostan dobio sadašnji oblik. Zagrebački dominikanci su bili za vrijeme Drugoga svjetskoga rata smješteni u samoborskom samostanu radi zaštite i zbog obnove njihovog samostana u Zagrebu. U samostanu su bile smještene i klarise koje su u samoborski samostan došle 1946. i boravile do 1965. kada im je sagrađen samostan u Zagrebu.
Samostan je tijekom povijesti imao i značajnu nastavnu ulogu. Tako da se 1805. godine u sklopu samostana otvorio i studij filozofije koji je bio aktivan do 1807. te se ponovno otvara u razdobljima 1900. – 1903. te od 1960. – 1964. U razdoblju od 1964. do 1978. godine postojala je gimnazija, a od 1966. u sklopu samostana se nalazilo sjemenište koje je ubrzo zamijenjeno postlaturom Hrvatske franjevačke provincije Sv. Ćirila i Metoda. U nekadašnjoj zgradi sjemeništa danas se nalazi Kuća susreta Tabor. Samostan ima i tri parcele s vrtom, voćnjakom i travnjakom.
Broj članova se kroz povijest mijenjao te je tako 1642. u samostanu bilo 6 članova dok je 1779. u samostanu obitavalo 26 franjevaca. Od 1850. do 1900., kada se osniva Provincija Sv. Ćilira i Metoda, broj je varirao između 8 i 11, dok je 1943. bilo samo 2 franjevaca.:94 Danas su u samostanu četiri franjeca te jedan koji upravlja Kućom susreta Tabor.

### Kuća susreta Tabor
Kuća susreta Tabor je kuća u kojoj se skupljaju vjernici na duhovnim obnovama, ozdravljenjima te se održavaju različiti seminari i susreti ministranata, a smjestila se u zgradu gdje je djelovala samostanska gimnazija koja se radi manjka ljudi 1978. godine preselila na Kaptol. Na početku Domovinskog rata 1991. u tu su zgradu dolazili franjevci iz raznih dijelova okupiranog teritorija, a tu su 1992., zbog opsade grada, došli franjevci iz Sarajeva koji su ostali u do 1997. godine. Te godine u samostan dolazi fra Zvjezdan Linić koji odlučuje kako prostor treba primijeniti za rad s vjernicima te je kuća, nakon kraće obnove, otvorena 20. rujna 1997. Fra Zvjezdan Linić je vodio kuću do svoje smrti 2013. kada ga je zamijenio fra Ivan Matić. Taboru je 2019. dodijeljena Povelja Republike Hrvatske za izniman doprinos radu na osnaživanju vjere, duhovnog rasta i zajedništva te promicanju općeg dobra.

## Kulturna vrijednost
Tlocrt samostana je četverokutnog oblika s dvorištem u sredini na kojemu je i zdenac iz 1717. godine. U sklopu samostana nalazi se i knjižnica čiji se fond obogaćivao kroz povijest te su tako sačuvani rukopisi o postanku samostana te spomen-knjiga. Bogata je i samostanska blagovaonica u kojoj se čuvaju vrijedne slike svetaca i mučenika.:92-94
Crkva, koja je posvećena Uznesenju blažene Djevice Marije na nebo, dugačka je 39 metara, široka 19 metara. Ukupno ima 6 oltara, a među njima se ističe glavni oltar. On datira iz 1752. godine, dok je zapisano kako je postojao stariji oltar iz 1689. godine, koji na sebi ima sliku blažene Djevice Marije te kipove Svetoga Antuna Pustinjake te Franje Asiškog. Crkvom dominira freska Uznesenja Majke Božje na nebo koja se nalazi u apsidi iza glavnog oltara. Fresku je naslikao slovenski barokni majstor Franc Jalovešek 1752. godine, dok ju je Antun Josip Auersperg financirao.:95-98  U crkvi se može naći i tzv. Lauretanska kapela za koju se smatra da ju je dao napraviti Bela IV. 1242., a godinama je bila u vlasnišvu samoborskih plemića da bi ju franjevci dobili 1618. godine.:99-100
Uz sjevernu stranu se nalazi zvonik koji izvorno datira prije 1750. godine kada je nadograđen, a krovište je uzdignuto 1822. godine. Tijekom 17. stoljeća u zvonik su ugrađena 3 zvona, od kojih su dva bila ukonjena za vrijeme Prvoga svjetskoga rata, te su nadomještena 1921. te 1932. godine.:95
Pod oznakom Z-1418 zavedena je kao nepokretno kulturno dobro - pojedinačno, pravna statusa zaštićena kulturnog dobra, klasificirano kao "sakralna graditeljska baština".

## Galerija
- Ulaz u crkvu
- Oltar
- Orgulje
- Kip Majke Božje
- Ulaz za aute u Kuću susreta "Tabor"

## Vanjske poveznice
- Povijest i kontakt na stranicama Provincije sv. Ćilira i Metoda
- Službene stranice Kuće susreta Tabor